# Dipoena tingo
Dipoena tingo là một loài nhện trong họ Theridiidae.
Loài này thuộc chi Dipoena. Dipoena tingo được Herbert Walter Levi miêu tả năm 1963.